# 動物虐待

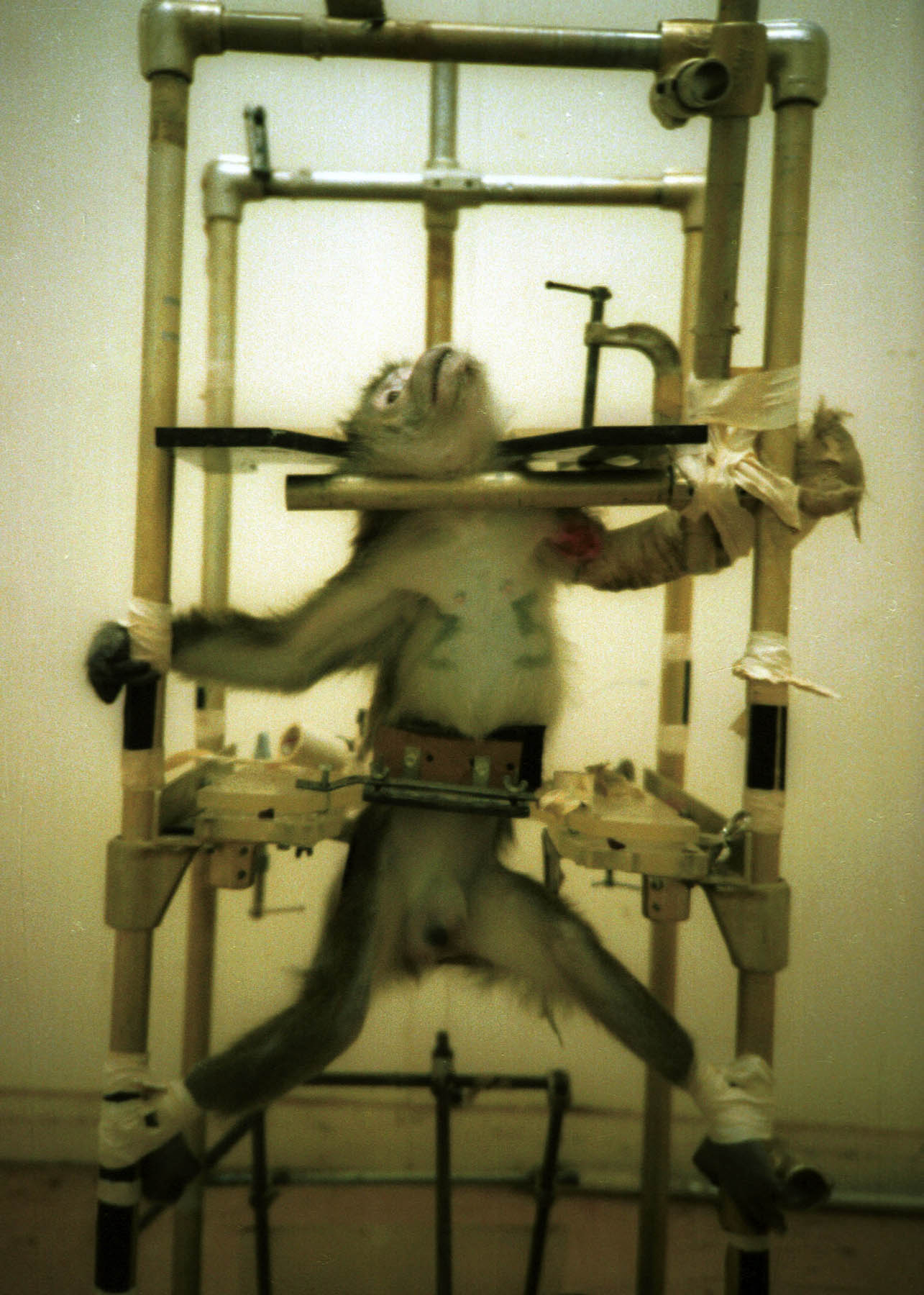
サルの実験、1981年

動物虐待（どうぶつぎゃくたい、英語：cruelty to animals）とは、動物に対する虐待（加虐行為）のこと。不当な暴力をふるったり、その習性・性質を無視して扱ったり、保護責任があるにもかかわらず遺棄や放置（飼育放棄・ネグレクト）する行為を指す。
対照的な語として、動物愛護（動物福祉）がある。

## 概要

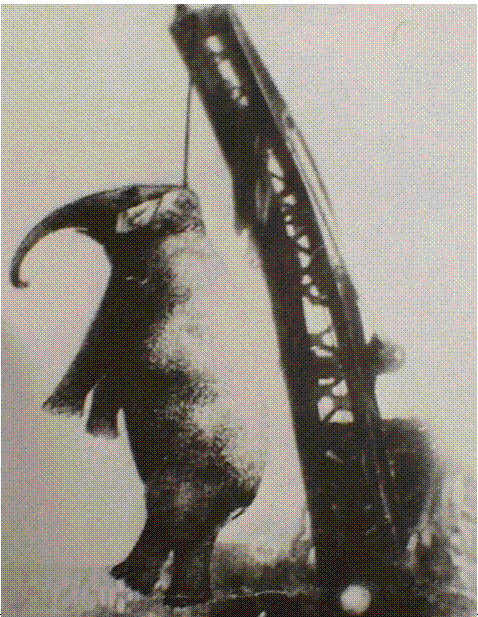
メアリの処刑、1916年

動物に対する加虐行為では、加虐する側の性格的な問題も見られる。人への影響としては、虐待を受けた動物を見て不快感を催す、虐待を行った人間に対して不信感を抱くといったことがある。
この行為の多くは、数量の上では自分の飼っているペットや家畜に対する飼育行為の不備や怠慢に拠るものが最も多いとされ、他には自分の所有する、あるいは他人の所有する動物に対する暴行や殺害、付近の野良猫や野生動物への加虐行為も存在する。特に所有権の問題も絡んで、多くの社会では犯罪行為（器物損壊）と見なされる。
その他、アニマルスポーツ全般に対して、虐待ではないかという見解もある。しかし、例えばばんえい競走においては「馬と騎手との信頼関係が形成されている」という意見もあり、鞭を打つ・拘束具を着けるなど人間に対する行為としてはおおよそ認められないが、それだけを理由に動物虐待だとされることは少ない。

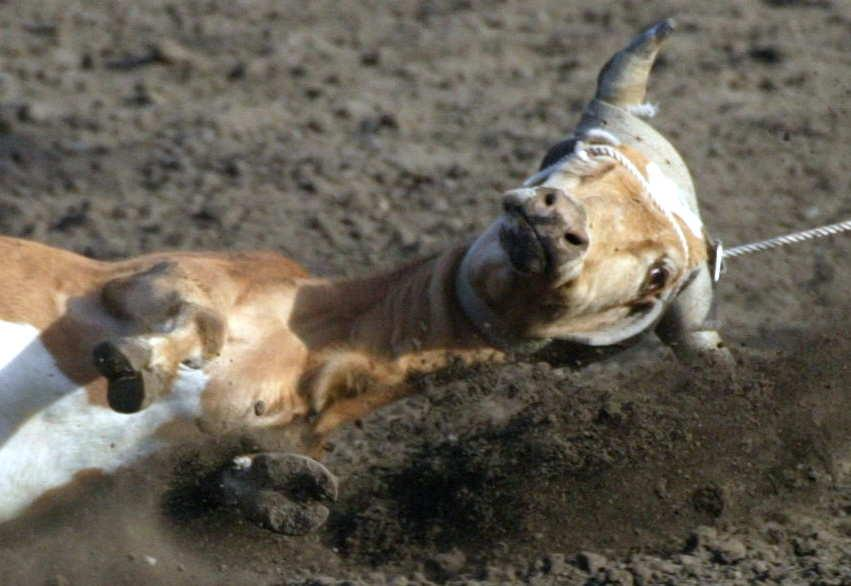

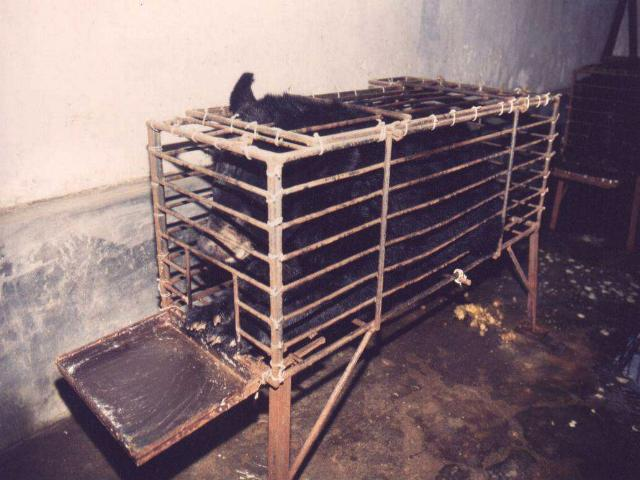

また、「調教師・飼育員などの人間を死亡させたけじめ」として、結果的に処刑・殺処分された動物もいる（メアリ、トプシー、ブラック・ダイヤモンドなど）。
無職の50代の男が逮捕された事例では、動物虐待がインスタグラムの「再生回数を増やす道具」に使われていた。このような（YouTube等の動画サイトを含めた）SNSに投稿する事件も散見されるという。

### 問題意識の所在
動物でも、哺乳類等の、一般的にペット等の愛玩動物として扱われる事が多い種類の物では、それらを不当に扱う・扱われる事に、一定の不快感を覚える人が多いとされる。その一方で、自身のストレスから加虐を行う人も一定数存在する他、加虐する・またはその行為を見る事で性的興奮をおぼえるとする人も存在し、代替として昆虫やカエル等を用いるアダルトビデオが合法的に流通している現状がある。（これについては獣姦の項を参照のこと）
また動物には人間とは違った様々な習性や性質があり、それらを熟知していないと、動物に不快感を与えるだけではなく、その健康を損なう事もあるため、動物の健康的な状態を維持するためには、それら知識に沿った飼育を行う必要があるが、それを怠ったり、意図的に劣悪な環境で飼育するケースが見られる。
動物は不快な状況に対して、それを避けようとする行動が見られ、それらが意思の発露と受け止められ、意思や知能のある生き物に対して加虐する行為は、その生命に対する冒涜であると考える人々がいる。また、不適切な動物の取り扱いは、社会に迷惑と成りやすい。特に加虐・殺害した動物の死骸を放置する行為に到っては、周辺住民の恐怖心・不快感を煽り、環境衛生面での問題も起こし易い。

### 日本における動物虐待行為の取り扱い
日本では、愛護動物に分類される動物の扱いに対して、罰則付きの虐待禁止を謳った動物の愛護及び管理に関する法律（通称、動物愛護法）によって、様々な規制を設けている。主な罰則対象行為は以下の通り。
みだりに殺し、又は傷つける五年以下の懲役又は五百万円以下の罰金 (動物愛護管理法44条第1項)
みだりに身体に外傷が生ずるおそれのある暴行を加える又はそのおそれのある行為をさせること・給餌又は給水をやめることにより衰弱させる等一年以下の懲役又は百万円以下の罰金 (動物愛護管理法44条2項)
遺棄一年以下の懲役又は百万円以下の罰金 (動物愛護管理法44条第3項)
この他にも動物を取り扱う業者に対しては、環境省令または都道府県や指定都市で定められた所の「動物の健康及び安全を保持する」のに必要と思われる基準があり、これを遵守せず勧告も無視した場合には、30万円以下の罰金が科せられる。また虚偽の申告をする等を行っている場合は20万円以下の罰金となっている。とさつは動物の殺害であるが、動物を苦しめないで殺す方法が講じられ、これは「みだり」には含まれない。ネズミは哺乳類であるが、ペットを殺す場合には動物虐待に相当するが、野生のネズミを殺鼠やネズミホイホイで殺す場合は動物虐待とはみなされない。
2005年に入って、以前より問題視されていたペットショップ等の動物販売業に於ける不当な「商品」の取り扱いに関して、政府与党は動物愛護管理法の改正を検討中で、従来の届け出制から、地方自治体の許認可制へと切り替えようという動きがある。同改正案成立の場合には、自治体が動物取り扱い業者に指導を行い、従わなければ営業の取り消しを行えるとされる。過去幾度も指摘されていた、店頭における管理の悪い業者は、今後淘汰される可能性がある。
他、動物を虐待目的で引き取ったケースについて、詐欺罪が適用された例がある。
統計
2020年3月26日の警察庁の発表によれば、2019年に警察が動物愛護法違反で摘発した事件は105件、逮捕・書類送検したのは126人（うち逮捕は5人）で、こうした統計を取り始めた2010年以降で最多。虐待された動物はネコ66件、イヌ27件、ほかにウマ、ウサギ、タヌキ、ニワトリ、フェレットなど。内容別は「遺棄」49件、「虐待」36件、「殺傷」20件。第三者からの情報で警察が認知したのは63件だった。
2021年3月25日警察庁発表によれば、2020年に警察が動物愛護法違反で摘発した事件は102件あり、117人が逮捕・書類送検された。現在の統計の取り方を始めた2010年以降、2019年の105件に次いで2番目に多かった。虐待された動物は、ネコ（57事件）とイヌ（36事件）で9割。ほかにウマ、ヤギ、フクロウ、トカゲ、カメなど。内容別では「遺棄」（48事件）、「殺傷」（29事件）、「虐待」（25事件）。

### 欧米における動物虐待行為の取り扱い
欧米の事情では『飼い犬が朝食のベーコンエッグを盗み食いしたら飼い主は容赦しない。しかしそれでも叩くのはまれである。身体ディスプレイもしくは言語的手段によって根気よく諭す。もしたたく場面を隣人に見つかったら即座に911番（日本の110番及び119番に相当）通報され、逮捕される』と言われる。
米国では警察だけではなく、動物虐待に関する民間の団体も限定的ではあるが警察としての権限を有しており、虐待に関する意識はきわめて高い。
（アメリカ動物虐待防止協会の項内を参照）
また、イギリス労働党は、公約の一つに動物愛護の観点からロブスターやカニを生きたまま茹でることを禁止する調理法にまで踏み込んだ内容を掲げた。

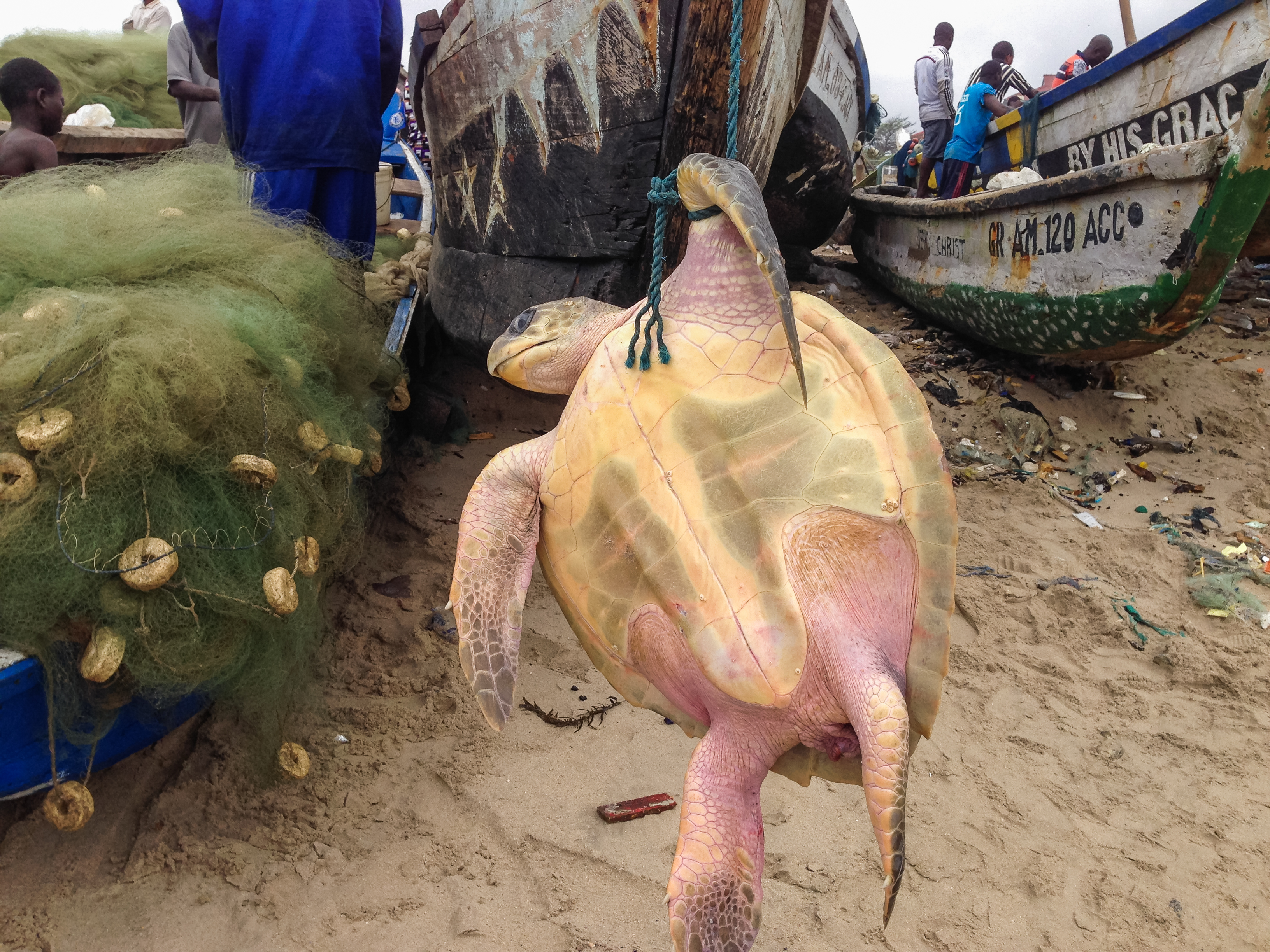
ウミガメの虐待

## 歴史
古く動物は、人間によって支配され、消費されるべき物だという思想は、キリスト教などの宗教によって強化されながら支持されてきたが、近代においては単純に消費していった場合に、次第に人間自身の生活環境の悪化（狩猟によって得られる食料の減少・劣悪な環境に集めて飼育する事によって発生する悪臭など）が見られたため、次第に「動物でも、保護され、一定の快適な環境を提供されるべきだ」という考え方が生まれた。
またペットの場合、劣悪な環境で飼育された場合と、快適な環境（または動物の習性や性質に適した扱い）を宛がわれた場合に、動物の反応に明らかな違いが見られる。湿った薄暗い裏庭に繋がれっぱなしで、餌は不十分・散歩にも連れて行かれない犬と、日の当たる充分な広さを持つ庭で、充分な餌と適度な運動（散歩など）を宛がわれた犬とでは、性格の面で顕著な違いが出る。前者の犬は四六時中吠えたり、敵意を丸出しにして噛み付く、小さな物音にも怯えて暴れるといった、ペットとしては不適切な行動が目立つが、後者の犬では人に良く懐き、躾に従順である事が多い。
この他にも、様々な動物の行動に対する観察から、動物にも快・不快を感じる事の出来る感受性があり、その感受性が性格に影響する事が広く知られるようになり、また行動科学の面では動物の扱いから人間を含む動物の心理面での働きが研究され、動物にも喜怒哀楽といった心に相当する知能的な働きが見られるとする報告が成されるようになった。
こうして次第に、動物の心に対する理解が生まれると、これら動物を不当に扱う行為に対しての嫌悪感も発生、各種動物愛護団体が近代以降、次第に形成されるようになっていった。これらの団体では、動物の習性を調査し、適正な取り扱いを求める事で、より良い社会が作られると主張している。また不適切な動物の取り扱いは衛生面での問題を発生させやすく、更には周辺の人間にも、臭気によってや不当な取り扱い行為に対しての不快感を催させる事もあって、官公庁においても、動物の取り扱いに一定のガイドライン（法律）を設けるに到った。
また1970年代以降、米国に於ける犯罪学上にて、動物に対して虐待（残酷な方法で殺害する行為を含む）を行う事を好む傾向と、銃乱射や暴行事件・快楽殺人などの性格異常等に於ける関連性が調査されたが、多くの人を殺傷した凶悪犯罪者や暴行事件の犯人などに、過去の動物虐待経験などの顕著な関連性が見出され、注目を集めている。その一方で、動物虐待行為を愛好する人が一定のサイト上に集まる（地下）コミュニティでは、凶悪犯罪者をアンチヒーローのように祀り上げる傾向も見られるとする報告もあり、性格の異常性と動物の虐待を関連付けて考える人も少なからずある。
1902年6月15日、東京で広井辰太郎・井上哲次郎らは、動物虐待防止会発起人会を開催した。

## 他の事件との関連性
検挙された犯罪者の日常に於ける素行調査にて、動物虐待（特に残虐に殺害するなど）傾向との関連性を指摘する統計は多い。同種の調査はプロファイリング等の犯罪心理学方面が発達している米国で顕著ではあるが、日本でも、2004年の奈良市小1女児殺害事件にて容疑者男性が度々勤務先の犬を蹴っていたとする目撃証言や、東京・埼玉連続幼女誘拐殺人事件の容疑者宮﨑勤が年少時より動物に残虐な行為を繰り返していたとする証言、池田小児童殺傷事件の犯人である宅間守が小中学生時代に猫を火などで殺害していたとする証言、神戸連続児童殺傷事件にて犯人とされる少年(酒鬼薔薇聖斗)が猫を殺害、たびたびその死骸を放置して周囲の反応を楽しんだとされる等、凶悪事件との関連性を指摘する声は多い。
2000年代終盤の頃に猫の大量殺害容疑で逮捕されたイスラエルのある少年は、猫の殺害に飽き始めた頃から、人間に対して同じ行為を行う計画を練り始めていたと供述した（類似事件の容疑者として語られたロスティスラフ・ボゴスレフスキーは、大量の野良猫に加え複数の人間をも殺害している）。
その一方で、児童虐待を受けた子供の中には、自分の受けた虐待行為を、動物に対して行う傾向が見られる。これらの児童や少年・青少年では、抑圧された自己を動物に准えて虐待する傾向があるとされ、児童虐待のあった、またペットが飼われている家庭において、33%の虐待を受けた児童が動物（自分の家のペット）を虐待する傾向が見られたという（1983年ニュージャージー・青少年家族サービス調査による）。
未成年者、特に幼い児童の多くでは、故意にせよ偶発的なものにせよ、一定の動物虐待行為（昆虫を含む）が見られるが、一般ではそれらは年齢を上るにつれて終息する傾向が顕著である。しかし一部には20代を過ぎても動物虐待傾向が終息しない・むしろ増大するケースもある。
これまで日本においては、動物虐待行為の実態及び犯罪との関連性について明らかにされていなかった。しかし、2007年に初めて日本における動物虐待行為と犯罪との関係について、科学的に調査分析した論文が発表された（谷：非行少年における動物虐待の実態-非行少年と対人暴力との関連を中心として。精神医学49巻7号727-733、2007）。
発表によると、動物虐待経験を有するのは一般中学生で約40%、非暴力系事件を起こした犯罪少年で約55%、暴力系事件を起こした犯罪少年で約80%であった。つまり、暴力系事件を起こした犯罪少年は、一般中学生と比較して約2倍の頻度で動物虐待経験を有していたことになる。この結果は、動物虐待と対人暴力との関連性を示唆するものである。ちなみに、この研究発表では、幼少時の被虐待経験と動物虐待行為との関連性は認められなかったという。